# George Jung
George Jacob Jung, noto anche con lo pseudonimo di Boston George (Weymouth, 6 agosto 1942 – Weymouth, 5 maggio 2021), è stato un criminale statunitense.
Fu uno dei maggiori trafficanti di cocaina degli Stati Uniti negli anni settanta e ottanta operando in collaborazione con il cartello di Medellín. La sua vita e la sua carriera criminale sono state raccontate nel film del 2001 Blow, diretto dal regista Ted Demme, con Johnny Depp nei panni di Jung.

## Biografia
Nasce a Weymouth, nel Massachusetts, il 6 agosto del 1942. Cominciò a smerciare marijuana agli inizi degli anni sessanta con il suo amico "Tuna" (Tonno), importando centinaia di quintali di erba dalle isole Figi e trasportandole attraverso Puerto Vallarta, in Messico, a Palm Springs, negli Stati Uniti. Il suo giro d'affari crebbe così tanto che cominciò a racimolare più di 100 000 dollari al mese, soldi che gli permisero di assumere "personale", tra cui piloti di velivoli per trasportare maggiori quantità di merce. Fu arrestato una prima volta nel 1972 a Chicago, quando fu trovato in possesso di 330 kg di marijuana al Playboy Club. In seguito disse: "Alcuni erano star del cinema, altri star della musica. Io ero una star del fumo".
Fu condannato a 26 mesi di detenzione nel carcere di Danbury. Suo compagno di cella fu Carlos Lehder, un giovane ricettatore colombiano, arrestato per il furto di numerose auto di lusso. Lehder introdusse Jung al mondo dei cartelli colombiani, spiegandogli tutti i segreti del traffico di stupefacenti. Gli confidò anche che la cocaina sarebbe stata la nuova droga che avrebbe portato i guadagni dei trafficanti a livelli mai visti prima. Appena rimesso in libertà, Jung contattò Lehder in Florida, per preparare il suo primo, grosso viaggio di coca. Il loro piano era quello di trasportare qualche centinaio di chili di cocaina dal ranch colombiano di Pablo Escobar fino agli Stati Uniti, dove un contatto di Jung, Richard Barile, avrebbe poi ricevuto e conservato la merce.
In questo periodo Jung esitava a dare il permesso a Lehder, o ad altri membri del cartello di Medellín, di conoscere l'identità del suo contatto statunitense, perché aveva paura di essere tagliato fuori. Jung fu coinvolto non solo nella compravendita di coca, ma anche nell'uso personale di questa. In seguito, per un errore di valutazione, probabilmente dovuto all'uso smodato di coca (si disse, in seguito, che ne sniffava oltre 5 grammi al giorno), Jung presentò il suo contatto, Barile, a Lehder. A questo punto il colombiano non ebbe più bisogno dell'intermediario e cominciò a organizzare carichi senza l'apporto di Jung.
Jung fu poi arrestato in Massachusetts nel 1987 nella sua casa di Nauset Beach, vicino a Chatham, da uomini della DEA nel corso di un movimentato blitz. Proprio in questo periodo, Carlos Lehder, temendo di essere estradato negli USA, cominciò a cooperare con il governo colombiano. Con il consenso di Pablo Escobar, Jung testimoniò contro Lehder e fu liberato. Dopo un certo periodo di assenza dal mondo del traffico internazionale, Jung ricominciò con il traffico di cocaina, in modo da farsi un po' di soldi, uscire dal giro e ricrearsi una nuova vita con sua figlia. Fu arrestato in Messico con diverse centinaia di chili di cocaina e fu condannato con tre capi d'accusa. Fu incarcerato al Fort Dix Federal Correctional Institute, in New Jersey.
Il finale del film Blow racconta che avrebbe dovuto essere scarcerato nel 2015, ma in realtà è stato scarcerato il 2 giugno 2014 per buona condotta all'età di 71 anni venendo ammesso a un regime di 8 anni di libertà condizionata. Quando la figlia, Kristina Jung, avendo visto il film nel 2001, fu presa dal rimorso per non aver mai visitato il padre George (situazione raccontata nel finale), andò a trovarlo nella primavera del 2002, affermando di essere dispiaciuta di non averlo fatto prima di allora. Dopo l'uscita dal carcere nel 2014, Jung ha riallacciato definitivamente il rapporto con la figlia, la quale nel frattempo si è sposata e gestisce una piccola impresa d'abbigliamento.
George è morto il 5 maggio 2021 nella sua casa di Boston, con la moglie Ronda al suo fianco fino alla fine. La notizia è stata data tramite l'account Twitter ufficiale con una citazione dal film Blow: "Che tu possa avere sempre il vento in poppa, che il sole ti risplenda in viso, e che il vento del destino ti porti in alto a danzare con le stelle". La causa della morte non è stata resa nota, anche se aveva avuto problemi al fegato e ai reni.